# Hammerschnegel
Der Hammerschnegel (Deroceras sturanyi) ist eine Nacktschneckenart aus der Familie der Ackerschnecken oder Kleinschnegel (Agriolimacidae), die in die Unterordnung der Landlungenschnecken (Stylommatophora) gestellt wird.

## Merkmale
Die Art misst ausgestreckt bis etwa 3,5 cm und wirkt gedrungen. Die Färbung ist honigfarben bis schokoladenbraun, an nassen Standorten mitunter auch schwarz, und ohne Flecken. Einzelne Exemplare können jeweils auch einen dünnen, hellen Strich auf den Flanken haben. Der Mantel nimmt etwa die Hälfte der Körperlänge ein. Der Rand der Atemöffnung (Pseumostom) hebt sich farblich nicht wesentlich vom umgebenden Mantel ab. Die Sohle ist schwach dunkel gefärbt, mit einem noch etwas dunkleren mittleren Teil. Der Schleim von Körper und Sohle ist farblos.

## Lebensweise, Vorkommen und Verbreitung
Der Hammerschnegel bevorzugt feuchte Biotope in Gärten und Ödland. Er ist jedoch nicht so nässeliebend wie der Wasserschnegel (Deroceras laeve). Vermutlich war die Art ursprünglich auf Osteuropa beschränkt. Durch Verschleppung kommt sie heute aber auch in Mitteleuropa und darüber hinaus vor.